# Technique
| 전문가 평가                   | 전문가 평가 |
| 평가 점수                     | 평가 점수   |
| 출처                          | 점수        |
| ----------------------------- | ----------- |
| AllMusic                      | [ 2 ]       |
| The A.V. Club                 | B+          |
| Blender                       | [ 6 ]       |
| Los Angeles Times             | [ 7 ]       |
| NME                           | 9/10        |
| Pitchfork                     | 9.2/10      |
| Q                             | [ 10 ]      |
| Rolling Stone                 | [ 11 ]      |
| The Rolling Stone Album Guide | [ 12 ]      |
| The Village Voice             | B+          |

《Technique》은 영국의 록 밴드 뉴 오더의 다섯 번째 스튜디오 음반이다. 1989년 1월 30일, 팩토리 레코드를 통해 발매되었으며, 일부 녹음은 이비사섬에서 이루어졌다. 이 음반은 밴드의 댄스 록 사운드에 발레아릭 비트와 애시드 하우스의 영향을 접목하고 있다. 당시 성장하던 애시드 신과 런던의 슘 클럽에서의 버나드 섬너의 경험이 음반에 영향을 주었다.
《Technique》은 뉴 오더의 스튜디오 음반 중 처음으로 영국 음반 차트 1위를 기록했으며, 이 음반의 첫 번째 싱글인 〈Fine Time〉은 영국 싱글 차트에서 11위에 올랐다. 〈Round & Round〉와 〈Run〉의 리믹스 버전도 싱글로 발매되었다.

## 배경
1980년대 후반, 밴드는 자신들이 댄스-일렉트로닉 리듬을 계속 사용해야 한다고 느꼈다. 버나드 섬너는 회상했다. "우리는 이 댄스-일렉트로닉 사운드로 알려진 상태였고, 그것을 단지 멈추는 것은 어리석은 일이었을 것이다. 그게 그 시절의 본질이었다. 내가 본 바로는 우리는 여전히 밴드 음악도 쓰고 있었기 때문에 타협에 도달한 셈이다." 피터 훅은 이 음반을 "시퀀서들과 나 사이의 서사적인 권력 투쟁"이라고 농담하며, "나는 그것에 용감히 저항했고, 왜냐하면 나는 우리가 여전히 록 밴드이길 원했기 때문이다"라고 말했다.
섬너가 모든 가사를 썼다. 이비사섬에서 녹음할 때, 밴드는 주변 환경에 크게 영향을 받았고 발레아릭 클럽 음악에 매료되었다. 질리언 길버트는 회상했다. "우리는 마이크 (존슨, 엔지니어)가 함께 있어서 항상 누군가가 무언가를 하고 있었지만, 우리가 작업할 때 스튜디오에 함께 있지 않은 것이 시작된 시기였다. '오늘은 네가 드럼을 치고, 나는 오늘 밤에 보컬을 하겠어...' 그런 식이었다. 노래들은 대강 있었지만 큰 부분들이 빠져 있었다. 블록을 남겨두고 '이거 채워줄래? 난 이제 갈게.'라고 말하곤 했다." 밴드는 "어둡고 끔찍한" 런던 스튜디오에서 여러 음반을 만든 후, 훅의 권유로 이비사섬에서 녹음을 하기로 결정했다. 스티븐 모리스는 그들이 방문하기 시작한 이비사 섬의 발레아릭 비트 클럽 사운드를 이렇게 묘사했다. "미쳤어요! 애시드 레코드를 틀면 다음 곡은 퀸 음악이 나왔고, 정말 정신분열적인 느낌이었어요. 정말 스페인풍인 곡 다음에 정말 어리석은 곡이 나오곤 했죠. 아주 이상한 조합이었지만 그곳에 있으면 다 이해가 됐어요. 왜 그런지 모르겠어요. 아마 우리 모두 조금 멘탈이 이상했기 때문일 거예요."
섬너에 따르면 "20% 정도 완성된" 상태로 이비사에서 네 달을 보낸 후, 밴드는 녹음을 마무리하기 위해 피터 가브리엘의 리얼 월드 스튜디오로 옮겼다. 섬너는 이를 "훨씬 더 절제된 분위기"라고 표현했다.

## 곡 목록
모든 곡들은 특별한 언급이 없는 한 버나드 섬너, 피터 훅, 질리언 길버트 그리고 스티븐 모리스에 의해 작사/작곡하였다.
| #  | 제목               | 재생 시간 |
| -- | ------------------ | --------- |
| 1. | 〈Fine Time〉      | 4:42      |
| 2. | 〈All the Way〉    | 3:22      |
| 3. | 〈Love Less〉      | 2:58      |
| 4. | 〈Round & Round〉  | 4:29      |
| 5. | 〈Guilty Partner〉 | 4:44      |

| #  | 제목                | 작사·작곡                         | 재생 시간 |
| -- | ------------------- | --------------------------------- | --------- |
| 1. | 〈Run〉             | 존 덴버, 섬너, 길버트, 훅, 모리스 | 4:29      |
| 2. | 〈Mr. Disco〉       |                                   | 4:20      |
| 3. | 〈Vanishing Point〉 |                                   | 5:15      |
| 4. | 〈Dream Attack〉    |                                   | 5:13      |

## 인증
| 국가                                                  | 인증 | 판매량/출하량 |
| ----------------------------------------------------- | ---- | ------------- |
| 브라질 (Pro-Música Brasil)                            | 골드 | 100,000*      |
| 캐나다 (뮤직 캐나다)                                  | 골드 | 50,000^       |
| 영국 (BPI)                                            | 골드 | 100,000^      |
| 미국 (RIAA)                                           | 골드 | 500,000^      |
| *판매량을 기반으로 한 인증 ^출하량을 기반으로 한 인증 |      |               |